# Next Young 3D
Trwa dyskusja nad usunięciem tego artykułu, kliknij i weź w niej udział.
Next Young 3D – pierwszy polski kanał telewizyjny w standardzie 3DTV skierowany do dzieci w wieku 6-14 lat. Jego misją był rozwój dziecka przez naukę i zabawę. W ofercie kanału nadawane były programy dotyczące nauki języków obcych, poświęcone uprawianiu gimnastyki, czy rozwoju dziecięcych i młodzieżowych hobby. W ofercie emitowane były również filmy i seriale animowane.

## Historia
Kanał rozpoczął nadawanie 1 lipca 2011 roku. Tego samego dnia uruchomione zostały również 3 siostrzane kanały, w tym dwa w jakości 3DTV (Next Man 3D, Next Lejdis 3D oraz Next Music HD). Były to pierwsze na polskim rynku pełne kanały z kontentem 3D. W grudniu 2011 uruchomiono odpowiednik kanału w jakości HDTV.
Kanał nadawał sygnał z wirtualnego studia 3D w Warszawie, które zostało oparte na systemie ORAD. Sygnał kanałów Next przesyłany jest światłowodem do wybranych sieci kablowych, które są podłączone z Pałacem Kultury lub Centrum LIM w Warszawie. We wrześniu 2014 kanał zakończył nadawanie w obydwu wersjach.